# Копривец, Ян
Ян Копривец (словен. Jan Koprivec; 15 июля 1988, Копер, СФРЮ) — словенский футболист, вратарь. Выступал в национальной сборной Словении.

## Карьера
Копривец — воспитанник словенского «Копера». В 2007 году «Копер» продал обоих своих вратарей в итальянские клубы — Ясмина Хандановича в «Мантову», а Копривеца в «Кальяри». В этом клубе молодой голкипер прижиться не смог, прочно сев на скамейку запасных, выходя на поле лишь в редких случаях. В июле 2008 года Копривец перешёл в стан «Удинезе», став вторым словенским голкипером в этом клубе. Также как и в «Кальяри», Копривец почти не имел игровой практики. Его дебют за «Удинезе» состоялся 12 ноября 2008 года в матче Кубка Италии против «Реджины», в котором он вышел на замену на 85 минуте. 17 августа 2009 года он был отдан в аренду в клуб Серии В «Галлиполи».